# Alberto Rosselli

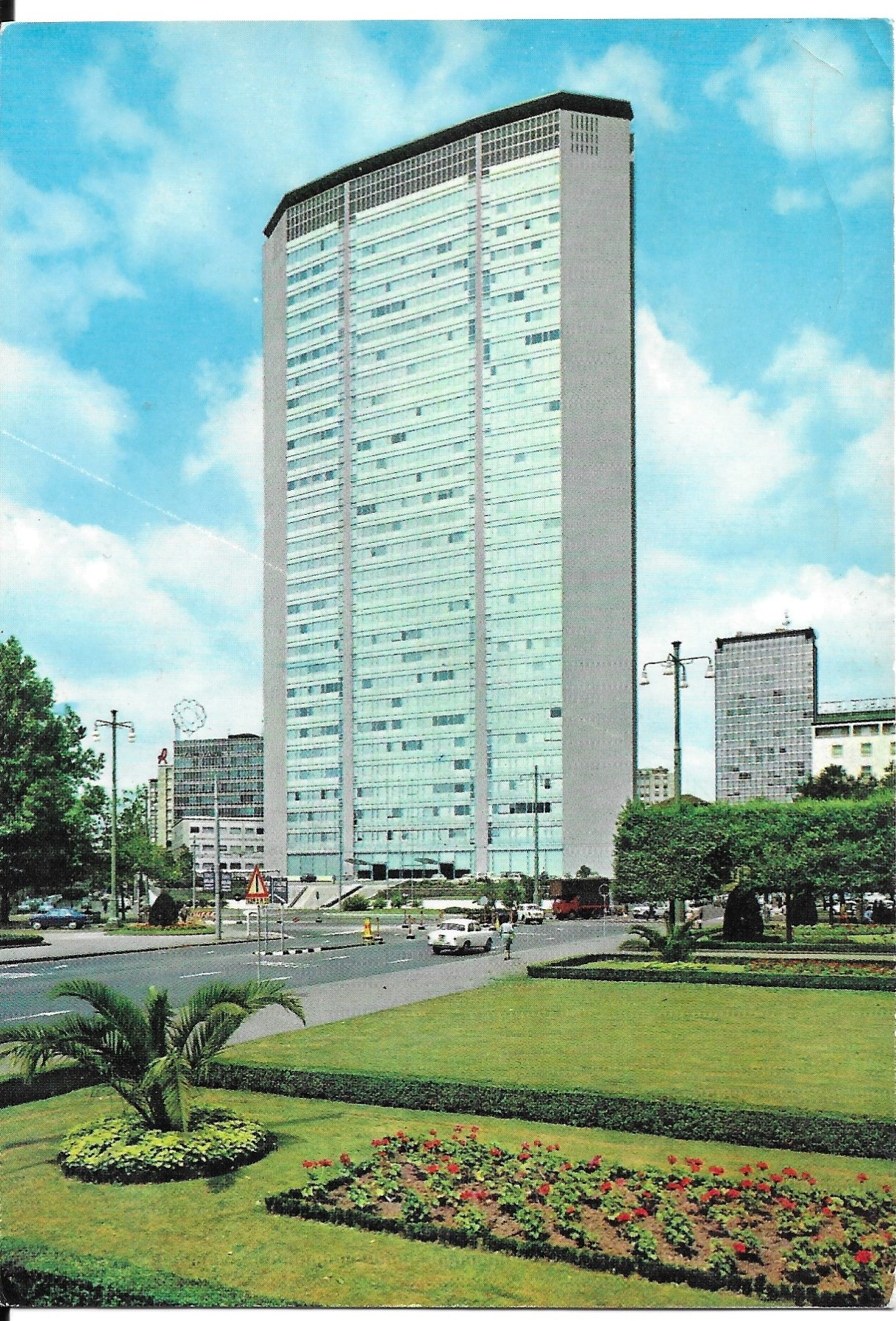
Torre Pirelli, Milán (1956-1960), de Pier Luigi Nervi, Gio Ponti, Antonio Fornaroli, Giuseppe Valtolina, Egidio Dell'Orto, Arturo Danusso y Alberto Rosselli

Alberto Rosselli (Palermo, 6 de marzo de 1921-Milán, 7 de marzo de 1976) fue un arquitecto y diseñador italiano. 

## Trayectoria
Estudió en el Instituto Politécnico de Milán, donde se tituló en 1949. En 1951 se asoció con Gio Ponti y el ingeniero Antonio Fornaroli, con quienes formó el estudio Ponti Fornaroli Rosselli (PFR), activo hasta 1976. Entre 1954 y 1963 fue director de la revista Stile e industria, dedicada al diseño industrial. Fue también profesor del Instituto Politécnico de Milán.
El estudio PFR, en colaboración con Pier Luigi Nervi, Giuseppe Valtolina, Egidio Dell'Orto y Arturo Danusso, se encargó del diseño de la torre Pirelli en Milán (1956-1960), una de las mejores obras del racionalismo italiano de posguerra.
Fue autor de las oficinas del periódico Corriere della Sera en Milán (1960-1964).
En 1962 realizó junto con sus socios y Piero Portaluppi el edificio RAS (Riunione Adriatica di Sicurtà) en Milán. Ese año diseñó también con sus socios la Banca Antoniana de Padua.
Fuera de Italia, el estudio PFR fue el encargado de la construcción de la Secretaría de Gobierno en Islamabad, Pakistán (1964-1968).